# Municipio de Dell Rapids
El municipio de Dell Rapids (en inglés: Dell Rapids Township) es un municipio ubicado en el condado de Minnehaha en el estado estadounidense de Dakota del Sur. En el año 2010 tenía una población de 550 habitantes y una densidad poblacional de 6,31 personas por km².

## Geografía
El municipio de Dell Rapids se encuentra ubicado en las coordenadas 43°48′14″N 96°42′42″O / 43.80389, -96.71167. Según la Oficina del Censo de los Estados Unidos, el municipio tiene una superficie total de 87.14 km², de la cual 86,34 km² corresponden a tierra firme y (0,92 %) 0,8 km² es agua.

## Demografía
Según el censo de 2010, había 550 personas residiendo en el municipio de Dell Rapids. La densidad de población era de 6,31 hab./km². De los 550 habitantes, el municipio de Dell Rapids estaba compuesto por el 95,82 % blancos, el 2,18 % eran afroamericanos, el 1,09 % eran amerindios, el 0,18 % eran de otras razas y el 0,73 % eran de una mezcla de razas. Del total de la población el 1,45 % eran hispanos o latinos de cualquier raza.